# Ne Win
Bo Ne Win (Paungdale, 10 luglio 1911 – Yangon, 5 dicembre 2002) è stato un militare, politico e dittatore birmano, che governò con metodi autoritari il paese per 26 anni.
"Uomo forte" della Birmania, Ne Win è salito al potere con il golpe del 1962 e ha ricoperto vari incarichi fino al 1988. È stato Presidente del Consiglio rivoluzionario birmano e Primo ministro del Governo rivoluzionario, che adottò l'ideologia della "via birmana al socialismo", dal 2 marzo 1962 al 2 marzo 1974, e Presidente della Repubblica Socialista dell'Unione della Birmania dal 4 marzo 1974 al 9 novembre 1981.
Fu anche il fondatore del Partito del Programma Socialista della Birmania (BSPP) di cui fu presidente per 26 anni, dal 4 luglio 1962 fino al suo ritiro formale il 23 luglio 1988. Dal 23 marzo 1964, quando tutti i partiti politici furono aboliti dal decreto militare del Consiglio rivoluzionario, il BSPP è rimasto l'unico partito in Birmania.

## Biografia
Ne Win, con il nome di Shu Maung, nacque da una famiglia della media borghesia a Paungdale, forse con origini cinesi. Nel 1929 entrò all'Università di Yangon studiando biologia; due anni dopo, però, lasciò l'Università e si unì all'associazione Dobama Asiayone ("Associazione Noi Birmani") con il nome di Thakin Shu Maung, unendosi alla sua fazione più vicina alle posizioni del socialismo.

### Carriera militare
Successivamente, egli si unì ai Trenta Compagni, un gruppo di nazionalisti fondato da Aung San che ebbe un addestramento militare nelle zone occupate dal Giappone e fece ritorno in Birmania al seguito dell'armata d'invasione giapponese per scacciare i colonialisti britannici; al tempo i Trenta Compagni erano divenuti l'Esercito Nazionale Birmano. Fu proprio durante l'addestramento ad Hainan che assunse il suo nome di guerra, Ne Win ("Sole Raggiante").
Quando i giapponesi e l'Esercito Nazionale Birmano entrarono in Birmania nel 1942, il compito di Ne Win consisteva nell'organizzare la resistenza armata alle spalle delle linee britanniche.
Gli inglesi vennero effettivamente cacciati, ma furono sostituiti dai giapponesi, che occuparono militarmente la Birmania. La rabbia della popolazione verso i nuovi occupanti crebbe velocemente e gli stessi nazionalisti si ritrovarono presto a combattere i loro precedenti alleati: il 27 marzo 1945, l'Esercito Nazionale Birmano attaccò le forze giapponesi, unendosi alle truppe britanniche che stavano nuovamente invadendo la Birmania. L'allora comandante Ne Win ebbe il compito di partecipare alle delegazioni incaricate di stabilire contatti amichevoli con la Gran Bretagna.
A seguito della sconfitta dei giapponesi, Ne Win s'impegnò nella repressione del Partito Comunista della Birmania fra il 1947 e il 1948, specialmente nell'area di Pyinmana, ad alta concentrazione comunista.
Finalmente, la Birmania ottenne l'indipendenza il 4 gennaio 1948 e il nazionalista U Nu formò il primo governo nazionale indipendente. U Nu aveva notevolmente rafforzato il proprio potere quando, dopo l'assassinio di Aung San (avvenuto il 19 luglio 1947), aveva preso il controllo del Partito Socialista della Birmania e della Lega della Libertà Popolare Anti-Fascista, formata da socialisti, comunisti e nazionalisti.
All'indipendenza fecero seguito innumerevoli insurrezioni dei gruppi nazionalisti delle minoranze etniche della Birmania. Verso la fine del 1948, Ne Win divenne secondo in comando dell'esercito birmano; con l'approvazione di U Nu, creò i Sitwundan, milizie socialiste sotto il suo diretto comando, impegnate nella repressione dei comunisti e delle minoranze etniche.
Ne Win avversò notevolmente l'allora capo di Stato Maggiore, il generale Smith Dun, che era di origine karen. Il 31 gennaio 1949, temendo eventuali contatti di Dun con le minoranze etniche insorte, il generale venne rimpiazzato dallo stesso Ne Win, che ebbe così il totale controllo delle forze armate, una posizione assai importante in quanto, in certe zone, era l'unica autorità in grado di governare. Appena nominato, egli avviò una ristrutturazione dell'esercito secondo i canoni del Partito Socialista della Birmania, promuovendo il nazionalismo contro le aspirazioni indipendentiste delle minoranze.
Il 28 ottobre 1958, la Lega della Libertà Popolare Anti-Fascista si spaccò in due e U Nu sopravvisse a stento a un voto di sfiducia. Incapace di governare, nominò Ne Win primo ministro ad interim, con le elezioni fissate per il 1960. Nei due anni di governo, Ne Win riportò l'ordine utilizzando metodi repressivi (come la chiusura dei giornali progressisti) e ricorrendo all'arresto dei simpatizzanti del Fronte Unito Nazionale e del Partito Comunista della Birmania. Tutto questo non mise certamente Ne Win in buona luce agli occhi della popolazione e le elezioni del febbraio 1960 riconfermarono U Nu al potere.

### Il colpo di Stato
Circa due anni dopo, giudicando il premier U Nu troppo debole davanti ai comunisti, il 2 marzo 1962 Ne Win effettuò un colpo di Stato, rovesciando il governo eletto e imponendo un Consiglio Rivoluzionario, di cui divenne presidente.
Inizialmente, il colpo di Stato non vide scontri, ma nei giorni successivi l'esercito represse nel sangue le manifestazioni di protesta che si tennero a Yangon e ricorse ad arresti di massa degli oppositori. Il 7 luglio, una manifestazione studentesca di massa venne dispersa dall'esercito, che causò la morte di un centinaio di studenti disarmati. In un appello alla nazione di qualche ora dopo, Ne Win affermò che qualsiasi minaccia alla sicurezza del governo sarebbe stata combattuta senza esitazione. Egli disse: "Se quei disordini sono stati effettuati per sfidarci, allora devo dichiarare che combatteremo spada contro spada, lancia contro lancia" (nel 1988, Ne Win affermò di non avere mai dato l'ordine di sparare agli studenti e che la colpa era dell'ex brigadiere Aung Gyi). Il giorno successivo, la sede dell'Unione degli Studenti venne demolita.
Quando, il 13 luglio, Ne Win dovette recarsi in Austria, Svizzera e Regno Unito per problemi di salute, tutte le università vennero chiuse fino a settembre.

### La via birmana al socialismo
Subito dopo essere andato al potere, Ne Win introdusse in Birmania la cosiddetta "via birmana verso il socialismo", un insieme di nazionalismo e socialismo (non marxista) che avrebbe dovuto caratterizzare la politica della Birmania negli anni successivi e assicurarle finalmente ordine e stabilità.
Il 4 luglio 1962, venne fondato il Partito del Programma Socialista della Birmania, incaricato d'implementare questo esperimento e sovrintendere alla sua messa in atto; Ne Win ne fu eletto subito presidente. Il 23 marzo 1964, tutti i partiti ad eccezione del BSPP vennero banditi.
Per mettere fine alla guerra civile, Ne Win (dopo il fallimento di iniziali trattative di pace con il Partito Comunista della Birmania) ricorse alla repressione militare: nelle città ordinò l'arresto di tutti i simpatizzanti comunisti e indipendentisti, mentre lanciò l'esercito in grandi offensive contro l'Esercito Popolare comunista (che controllava l'est del paese) e gli eserciti delle minoranze etniche. In particolare, volle colpire duramente i karen, che si erano ribellati dopo che U Nu aveva deciso di non dare loro uno Stato indipendente, come promesso invece dalla Gran Bretagna quando ancora la Birmania era una sua colonia.
Nel 1974, venne varata una nuova Costituzione, che sancì la nascita della Repubblica Socialista dell'Unione di Birmania; fra le altre cose, il sistema mono-partitico venne tutelato costituzionalmente. Il Consiglio Rivoluzionario venne sciolto e Ne Win assunse la carica di presidente, nominando il generale Sein Win primo ministro.
Il 9 novembre 1981 Ne Win rassegnò le dimissioni dalla carica di presidente della Repubblica, indicando il generale San Yu come suo successore. Tuttavia, rimase presidente del BSPP, avendo de facto l'ultima parola in tutte le questioni politiche e militari della Birmania.

### Riforme economiche
Ne Win progettò d'implementare un tipo di economia improntato sull'autarchia, affinché la Birmania fosse perfettamente in grado di badare a sé stessa isolandosi dal resto del mondo. Tuttavia le difficili condizioni economiche videro una vertiginosa crescita del mercato nero e una rapida calata del governo verso la bancarotta. L'autarchia comportò anche l'espulsione degli stranieri residenti in Birmania e pesanti restrizioni al turismo.
Nel settembre 1987 vennero cambiate le valute birmane in tagli di 15, 25, 35, 45, 75 e 90 kyat. I detrattori di Ne Win sostennero che questa misura era stata presa solo per mera scaramanzia. Sempre nel 1987, l'ONU classificò la Birmania nel Quarto mondo. Nel mezzo di continue e sempre più pesanti proteste contro il regime, Ne Win si dimise dalla carica di presidente del BSPP il 23 luglio 1988.

### La Rivolta 8888
L'8 agosto del 1988 una grande manifestazione di massa contro il mono-partitismo si trasformò nella Rivolta 8888, quando i manifestanti incontrarono la repressione dei militari. La rivolta si allargò a macchia d'olio, divenendo un'insurrezione nazionale contro il monopolio del potere del BSPP e la situazione, per il governo, fu ingestibile.
Durante il suo discorso al Congresso di luglio del BSPP, in cui aveva rassegnato le dimissioni, Ne Win aveva dichiarato che l'esercito avrebbe dovuto colpire risolutamente qualsiasi "disturbo" che avesse messo in pericolo la stabilità della Birmania. Il massacro di 3.000 manifestanti fra l'8 e il 12 agosto dimostrò che le parole di Ne Win non erano rimaste inascoltate.
Il 18 settembre, il generale Saw Maung represse la rivolta nel sangue. La Lega Nazionale per la Democrazia denunciò che c'era la mano di Ne Win dietro le attività del generale. Saw Maung dissolse il governo regolare e costituì il Consiglio per la Restaurazione della Pace e dell'Ordine (SPDC).

### Il dominio del SPDC
Per circa dieci anni Ne Win rimase nell'ombra, anche se continuò ad esercitare una certa influenza sulla giunta militare. Dopo il 1998, ma già dopo l'ascesa al potere del generale Than Shwe, l'implicita influenza di Ne Win cominciò a calare.
Il 4 marzo 2002 il marito della figlia di Ne Win, Aye Zaw Win, venne accusato di avere orchestrato un colpo di Stato per rovesciare il SPDC. Ne Win e sua figlia, Sandar Win, vennero posti agli arresti domiciliari, mentre Aye Zaw Win e i suoi tre figli vennero considerati colpevoli e condannati a morte; tuttavia la condanna non venne eseguita.
Ne Win morì il 5 dicembre 2002 nella sua casa di Yangon. La sua morte non fu resa pubblica dai media, ad eccezione di qualche giornale in lingua birmana controllato dal governo, che pubblicò un semplice obituario. A Sandar Win fu permesso di lasciare momentaneamente gli arresti domiciliari per cremare il padre e disperdere le sue ceneri nel fiume Yangon.